# Fútbol Club Industriales
Il Fútbol Club Industriales, noto anche semplicemente come Industriales, è una squadra di calcio cubana con sede a L'Avana.

## Storia
La squadra è stata fondata nel 1962. Ha vissuto il suo periodo di maggior successo tra gli anni '60 e '70 del XX secolo, nei quali si aggiudicò quattro titoli nazionali (1963, 1964, 1972, 1973). Nel 1965 avrebbe dovuto partecipare alla CONCACAF Champions' Cup 1965 ma il torneo venne annullato. Nello stesso periodo diede alcuni giocatori alla nazionale cubana, come Sergio Padrón, Francisco Fariñas e António dos Santos França.

## Calciatori

### Palmarès

#### Competizioni nazionali
- Campeonato Nacional de Fútbol de Cuba: 4

1963, 1964, 1972, 1973